# California Love
California Love는 미국의 힙합 가수 투팍 샤커의 노래이다. 프로듀싱에는 닥터 드레가 참여했으며, 빌보드 핫 100 차트에서 1위를 한 노래이기도 하다.